# Efim Bogoljubov
Efim Dmitrijevitj Bogoljubov (ryska: Ефи́м Дми́триевич Боголю́бов), född 14 april 1889, död 18 juni 1952, var en rysk stormästare i schack.
Bogoljubov har erövrat ett stort antal pris i turneringar, bland annat första pris i Moska 1925 före Emanuel Lasker och José Raúl Capablanca. Bogoljubovs höga spelstyrka gjorde honom till en av de främsta kandidaterna till världsmästerskapet. Bogoljubov tilldelades GM-titeln 1951.